# アルペン長野号
アルペン長野号（アルペンながのごう）とは、大阪府大阪市と長野県長野市を結ぶ高速バスである。

## 運行会社
- アルピコ交通（長野支社・大阪支社）

※インターネットで予約が可能。関西地区での電話予約は阪急バスで受付。冬季および名神高速道路・中央自動車道の集中工事期間中などは、2人乗務となることがある。

## 本数
- 1日2往復[1]（昼行1往復[2]・夜行1往復）

## 運行経路
☆印の停留所は夜行便のみ停車する。
☆ユニバーサル・スタジオ・ジャパン - 大阪梅田（阪急三番街高速バスターミナル） - 新大阪（阪急高速バス新大阪ターミナル） - 千里ニュータウン（北大阪急行桃山台駅） - ☆千里中央 - ☆京都駅前 - 京都深草 - <名神高速道路 - 東名高速道路 - 中央自動車道 - 長野自動車道> - ☆長野道麻績インター - 長野道姨捨 - ☆長野道更埴インター - 長野インター前 - 川中島古戦場 - 丹波島橋南 - 長野バスターミナル - 長野駅前
- 休憩箇所
  - 昼行便
    - 長野行：草津PA・内津峠PA・梓川SA
    - 大阪行：梓川SA・恵那峡SA・草津PA

  - 夜行便
    - 上下便とも：草津PA・筑北PA

## 沿革
- 1989年（平成元年）12月22日 - 阪急バスと川中島バス（当時）の2社で運行開始。
- 1993年（平成5年）3月26日 - 長野道乗せ替えにより、停留所「長野道姨捨」「更埴IC」「長野IC」新設、「山清路さぎの平」「新町」「安茂里・小市」廃止。
- 1998年（平成10年）1月15日 - 停留所「京都駅前」「京都深草」「麻績IC」「丹波島橋南」を新設。
- 1999年（平成11年）2月1日 - 停留所「千里中央」新設。
- 2001年（平成13年）10月5日 - 昼行便運行開始[4]。
- 2005年（平成17年）2月17日 - 運賃値下げと共にワンマン化、ダイヤ変更が行われる。隔日運行に変更。
- 2006年（平成18年）
  - 4月15日 - 停留所「ホテルメトロポリタン長野」新設。
  - 10月1日 - 停留所「川中島古戦場」新設。
- 2009年（平成21年）4月1日 - 停留所「ホテルメトロポリタン長野」廃止。
- 2010年（平成22年）
  - 2月15日〜26日 - 運行開始20周年を記念して、アルペン号各線（長野・松本・茅野・伊那）にて片道運賃割引キャンペーンを実施。夜行便を除いて、片道運賃を一律3500円に[5]。
  - 11月23日 - 川中島古戦場〜丹波島橋南間において主要地方道長野真田線小島田バイパス開通（同日15時～）に伴う経路変更。
- 2011年（平成23年）2月18日〜4月17日 - 川中島バス単独による朝発便運行。長野駅発6時20分（0003便）、大阪梅田発7時30分（0103便）。
- 2013年（平成25年）7月13日 - 全便をアルピコ交通の運行に変更[6]。
- 2016年（平成28年）10月1日 - 一部便をアルピコ交通大阪担当便に割り当て[7]。
- 2017年（平成29年）7月1日 - 夜行便をユニバーサル・スタジオ・ジャパン (USJ) まで延長[8][9]。夜行便の「名神茨木」「名神高槻」「名神大山崎」の各バス停を廃止[10]。
- 2019年（令和元年）6月1日 - 運賃改定[11]。
- 2020年（令和2年）4月16日 - 新型コロナウイルス感染拡大の影響により、この日より当面の間運休[12]。

## 車両・サービス
- 昼行便・夜行便ともに原則として独立3列独立シート車両が使用される。
- 車内中央のサービスコーナーにお湯・ティーバッグのお茶・インスタントコーヒーがある。車内前方の冷蔵庫に紙パックのお茶がある。[13]
- 昼行便の車内ではビデオの放映が行われたが。現在は廃止されている。
- 以前はランダムにイヤホンで音楽を聴けるサービスもあったが、現在廃止されている。
- 夜行便における早朝の開放休憩（10～15分程度）は実施されない。深夜の開放休憩は行う。

## その他
- 夜行便は南海バス・長電バスが共同運行する湯田中・長野 - 京都・大阪/USJ・神戸線と西日本JRバス・JRバス関東が共同運行する「青春ドリーム信州号」と競合する。

## 注記
1. ↑  夜行便のみ運行
2. ↑  現在、昼行便は運休中
3. ↑  1号車のみ。続行便は従来通り梅田止まり。
4. ↑  アクセス信州　アルピコグループ　大阪～長野線ダイヤ改正　京都駅前は停車しない。
5. ↑  パンフレット（PDF）
6. ↑  高速バス　一部路線の運行会社の変更について阪急バス 2013年7月8日 (PDF)
7. ↑  アルピコ交通大阪株式会社設立についてアルピコグループ発表 2016年10月1日
8. ↑  2017年6月1日 信濃毎日新聞 経済面
9. ↑  “【高速バス】「長野～京都・大阪線」 ユニバーサル・スタジオ・ジャパン®延伸のお知らせ”.   アルピコ交通 (2017年5月31日). 2019年7月7日閲覧。
10. ↑  “大阪・京都～長野線　「ＵＳＪ」乗り入れと発車時刻の変更について” (PDF).   阪急バス (2017年6月8日). 2019年7月7日閲覧。
11. ↑  “【高速バス】「長野～京都・大阪線」運賃改定について（6月1日～）”.   アルピコ交通 (2019年4月26日). 2019年7月7日閲覧。
12. ↑  “【高速・特急バス】新型コロナウイルスの感染拡大に伴う一部路線の運休について（2020/04/17更新）”.   アルピコ交通 (2020年4月17日). 2020年4月18日閲覧。
13. ↑  ドリンクサービスはすべて終了している。